# Weng Weng
Weng Weng, född 7 september 1957, död 29 augusti 1992, var en filippinsk skådespelare och kampsportperson. Han finns med i Guinness rekordbok för att vara den kortaste (endast 83 centimeter lång) skådespelaren som haft huvudroll. Han är mest känd internationellt sett för rollen som en hemlig agent i For Your Height Only.

## Filmografi
- 1997 – Damong ligaw
- 1992 – Zhi fa wei long
- 1989 – Da best in da west
- 1982 – The impossible kid
- 1979 – For y'ur height only